# Синхронизатор
Синхронизатор – използва се в предавателната кутия и служи за безударно (плавно) включване на предавките.
В предавателните кутии едно от колелата на всяка зъбна двойка за определена предавка е подвижно свързано с вала, на който е монтирано. Колелото може да се върти свободно около вала. За да може да се предаде въртящ момент между зъбното колело и вала е необходимо те да се фиксират един към друг. Това става с помощта на синхронизатор.
Т. нар. инерциониен синхронизатор е съставен е от муфа (метален пръстен с вътрешно нарязани зъби), междинен пръстен (пръстен, обикновено от месингова сплав или бронз), вътрешен пръстен, фиксатори и пружина.
При включване на предавка се получава триене между конусната повърхност на междинния пръстен и вътрешния пръстен. Това води до намаляване на ъгловата скорост на зъбното колело. Ъгловата скорост на зъбното колело намалява, докато се изравни с тази на вала. Тогава вследствие на осовата сила на муфата колелото се зацепва към вала.